# Bitka pri Grocki
Bitka pri Grocki (nemško Schlacht bei Grocka, turško Hisarcık Savaşı) je bila bitka med Habsburško monarhijo in Osmanskim cesarstvom 21. in 22. julija 1739 južno od Beograda. Bitka, ki je bila del avstrijsko-turških vojn, se je končala z zmago Turkov in zasedbo Beograda.

## Bitka
Avstrijci so imeli  ukaz cesarja Karla VI. Habsburškega, da se ob prvi priložnosti spopadejo s turško vojsko. 
Avstrijska vojska je ponoči 20. julija zapustila tabor v Vinči in se po težkem terenu  odpravila proti jugu. Naslednje jutro je cesarska konjenica, sestavljena iz Pállfyjevega in Savojskega regimenta, naletela na turško vojsko in jo takoj napadla, ne da bi čakala na prihod pehote. Osmanske sile, so bile številčnejše in bolje pripravljene kot avstrijske in so na nasprotnika lahko streljale s skritih višjih položajev. Avstrijsko konjenico so obkolili. Iz obroča se je rešil samo Savojski regiment. Po prihodu avstrijske pehote se je razvnela bitka, ki je trajala do večera, ko so se Avstrijci odločili na umik v Vinčo. Turki jih niso zasledovali. 23. julija so se začeli Avstrijci umikati proti Beogradu. Turška vojska jim je sledila in začela oblegati Beograd. Obleganje se je končalo s podpisom Beograjskega mirovnega sporazuma 18. septembra 1739. Avstrijska vojska je Beograd zapustila in ga prepustila Turkom.
Avstrijska konjenica  je imela  2.142 mrtvih in ranjenih, kar je bilo 25-40 % njihovega skupnega števila.

## Posledice
Poraz pri Grocki je bil za avstrijski dvor ogromen psihološki udarec. Po nizu odmevnih zmag nad Turki  Evgena Savojskega,  so  tudi tukrat pričakovali  kratko in zmagovito vojno. Nepričakovan poraz je v  Avstriji  vzbudil veliko  željo po miru, kar so spretno izkoristili osmanski pogajalci in podpisali zelo ugoden Beograjski mirovni sporazum. Z njim so dobili nazaj vsa v tej vojni izgubljena ozemlja na Balkanu, vključno z Beogradom, z izjemo Banata. 